# Ptilocercus
Ptilocercus és un gènere de tupaies, l'únic de la família monotípic dels ptilocèrcids (Ptilocercidae). Conté un sol representant vivent, la tupaia de cua emplomallada (P. lowii), que viu als boscos de Brunei, Indonèsia, Malàisia i Tailàndia. Així mateix, conté una espècie extinta, P. kylin, de l'Oligocè inferior (fa aproximadament 34 milions d'anys) de Yunnan (Xina). És el gènere més primitiu d'entre totes les tupaies d'avui en dia. L'espècie vivent i l'extinta presenten un grau de similitud molt considerable pel que fa a la seva morfologia.